# Waffenbrüderschaft 80

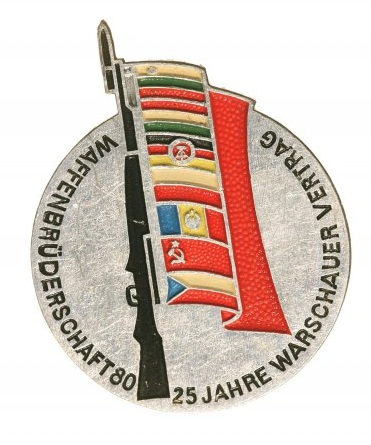
Teilnehmerabzeichen

Waffenbrüderschaft 80 war die Bezeichnung eines Großmanövers der Streitkräfte der Staaten des  Warschauer Vertrags, das anlässlich des 25-jährigen Bestehens des Militärbündnisses vom 4. bis 12. September 1980 auf dem Territorium der Deutschen Demokratischen Republik stattfand.

## Allgemein
Es war das umfangreichste Manöver in der Geschichte des Warschauer Vertrags und stand unter der Leitung des Verteidigungsministers der DDR Heinz Hoffmann. Beteiligt waren Verbände aller Waffengattungen mit insgesamt rund 40.000 Soldaten der Nationalen Volksarmee der DDR, der Sowjetarmee, der polnischen Volksarmee, der tschechoslowakischen Volksarmee, der rumänischen Volksarmee, der ungarischen Volksarmee und der bulgarischen Volksarmee. Kuba, Vietnam und die Mongolei entsandten Militärdelegationen unter Leitung ihrer Verteidigungsminister.
Das Manöver stand unter dem Motto „Vereint für Frieden und Sozialismus – dem Feind keine Chance“. Von Sicherheitsexperten im Führungsstab der Bundeswehr wurde Waffenbrüderschaft 80 lediglich ein „demonstrativer Charakter“ unterstellt; es habe nur geringe Aussagekraft über die wirkliche Kampfstärke der Verbündeten im Warschauer Pakt.
Entsprechend der Schlussakte von Helsinki war das Manöver angekündigt.

## Verlauf
Im Südabschnitt wehrten Einheiten der NVA, der tschechoslowakischen Volksarmee und rumänische Streitkräfte gemeinsam einen Überraschungsangriff starker feindlicher Kräfte ab und gingen zum Gegenangriff über. Im Mittelabschnitt wirkten sowjetische, polnische, ungarische Einheiten sowie Artilleriekräfte der DDR und Bulgariens zusammen. Darunter ein aus der Sowjetunion eingeflogener Fallschirmjägerverband. Im Nordabschnitt verhinderten Einheiten der NVA und der Sowjetarmee eine feindliche Landung von Marineinfanterie und führten bei einem Gegenangriff eine Seelandung durch, bei der zwei neue Typen von Luftkissenfahrzeugen zum Einsatz kamen.